# Свет вечный
«Свет вечный» (лат. Lux perpetua) — последняя книга трилогии «Сага о Рейневане» польского писателя Анджея Сапковского, написанная им в 2006 году. Само название на латыни означает «Вечный свет» и происходит оно из слов реквиема «Et lux perpetua luceas est…».

## Сюжет
После смерти князя Яна Зембицкого возлюбленная Рейневана Ютта де Апольда оказывается в руках инквизиции. Рейневан отчаянно бросается на её поиски, хотя на территории Силезии его самого разыскивают, причем не с лучшими намерениями. Во Вроцлаве его выслеживают, затем в качестве выкупа обменивают с плененным гуситами дворянином, он принимает участие в рейде на Силезию, вместе с Урбаном Горном раскрывает секреты Грелленорта. Ютта в это время находится в руках инквизиции.